# 10882 Shinonaga
10882 Shinonaga è un asteroide della fascia principale. Scoperto nel 1996, presenta un'orbita caratterizzata da un semiasse maggiore pari a 2,7592164 UA e da un'eccentricità di 0,1490017, inclinata di 5,40295° rispetto all'eclittica.